# Monti Arsiani
I Monti Yalnızçam (in turco Yalnızçam Dağları) o Monti Arsiani (in georgiano არსიანის ქედი?, arsianis kedi) sono una catena montuosa situata nella regione dell'Anatolia Orientale, nella Turchia nord-orientale e nella Repubblica Autonomoma di Agiaria, a sud-ovest della Georgia. La catena montuosa, continuando nel Caucaso Minore fino agli altopiani armeni, forma lo spartiacque tra le valli fluviali di Çoruh/Chorokhi e Kura/Mtkvari. La vetta più alta è quella di Yalnızçam o Arsian (3 165 m).